# Valdivia (Schiff, 1886)
| VALDIVIA                    | VALDIVIA                                                   |
| --------------------------- | ---------------------------------------------------------- |
| Die Valdivia 1898           |                                                            |
| Schiffsdaten                |                                                            |
| Schiffstyp:                 | Dampfschiff                                                |
| Verwendung:                 | Fracht-/Passagierschiff Auswandererschiff/Forschungsschiff |
| Heimathafen (als Valdivia): | Hamburg                                                    |
| Schiffstaufe                | 28. August 1886                                            |
| Bauwerft:                   | Sir W.G. Armstrong, Mitchell & Co., Newcastle upon Tyne    |
| Baunummer:                  | 496                                                        |
| Haupteigner:                | HAPAG                                                      |
| Technische Daten            |                                                            |
| Baunummer:                  | 496                                                        |
| Vermessung:                 | 2176 BRT                                                   |
| Ladefähigkeit:              | 2930 tdw                                                   |
| Länge über alles:           | 94,2 m                                                     |
| Breite über alles:          | 11,2 m                                                     |
| Konstruktionstiefgang:      | 3 m                                                        |
| Max. Tiefgang:              | 6,6 m                                                      |
| Maschine                    |                                                            |
| Antrieb:                    | 1 Dreifach-Expansions-Dampfmaschine                        |
| Maschinenleistung:          | 1400 PSi                                                   |
| Höchstgeschwindigkeit:      | 13 Knoten                                                  |
| Schrauben:                  | 1                                                          |
| Schornsteine:               | 1                                                          |
| Masten:                     | 2 mit Ladegeschirr                                         |
| Sonstiges                   |                                                            |
| Anzahl Besatzung:           | 47                                                         |
| Passagiere:                 | 281 davon 100 im Zwischendeck                              |
| Andere Schiffsnamen:        | bis 1896: Tijuca ab 1908: Tom G. Corpi ab 1909: Flandre    |
| Verbleib:                   | abgewrackt 1927 in La Seyne                                |

Die Valdivia war ein Dampfschiff der HAPAG, das nach der chilenischen Stadt Valdivia benannt wurde. Es verkehrte als Fracht- und Auswandererschiff zwischen Hamburg und den Westindischen Inseln und Südamerika.

## Geschichte des Schiffes
Das Schiff wurde 1886 auf der englischen Werft Sir W.G. Armstrong, Mitchell & Co. als Tijuca für die Hamburg Südamerikanische Dampfschifffahrts-Gesellschaft gebaut und am 16. Oktober desselben Jahres an die Reederei übergeben. Es verkehrte zunächst als Fracht- und Auswandererschiff zwischen Deutschland und Brasilien.
1896 wurde die Tijuca von der HAPAG angekauft und in Valdivia umbenannt, um es im Hamburg-Westindien-Dienst einzusetzen. Anfang 1898 wurde das Schiff für die erste deutsche Tiefsee-Expedition, die Valdivia-Expedition, umgerüstet. Die Expedition begann am 31. Juli 1898 in Hamburg und dauerte bis zum 1. Mai 1899. Im Frühsommer des Jahres 1900 war die Valdivia an einem Transport von Truppen und Militärmaterial im Zusammenhang mit dem Boxeraufstand in China beteiligt. Ab 1902 fuhr das Schiff im sogenannten Atlas-Dienst zwischen New York und den Westindischen Inseln. Während einer Reise von Kingston (Jamaika) nach New York explodierte am 13. Februar 1907 ein Kessel der Dampfmaschine. Das Unglück forderte sieben Menschenleben. Das Schiff wurde so schwer beschädigt, dass es nach New York geschleppt werden musste.
Am 24. Juli 1908 wurde das Schiff an den Hamburger Reeder P. R. Hinsch verkauft. Es erhielt den Namen Tom G. Corpi mit dem Heimathafen Hamburg. Der neue Besitzer veräußerte das Schiff bereits 1909 an die Société Générale de Transport Maritimes mit Sitz in Marseille. Es wurde erneut umbenannt in Flandres. Im Januar 1927 lief das Schiff nach La Seyne, um dort abgewrackt zu werden.